# Manmóhan Singh
Manmóhan Singh (paňdžábsky ਮਨਮੋਹਨ ਸਿੰਘ; 26. září 1932, Paňdžáb – 26. prosince 2024) byl indický politik za stranu Indický národní kongres, v letech 2004 až 2014 byl třináctým premiérem Indické republiky. Byl teprve druhým premiérem, který se ujal funkce poté, co úspěšně vládl celé své první pětileté období (tím prvním byl Džaváharlál Néhrú). Také byl prvním Sikhem v této funkci.